# Lignières-Orgères
Lignières-Orgères è un comune francese di 735 abitanti situato nel dipartimento della Mayenne nella regione dei Paesi della Loira.

## Società

### Evoluzione demografica
Abitanti censiti